# Ove Lundgren
Ove Bertil Lundgren, född 9 juli 1937, död 23 juli 2014 i Göteborg, var en svensk fysiolog. Han disputerade 1967 vid Göteborgs universitet  där han senare blev professor i fysiologi. Han var från 1991 ledamot av Vetenskapsakademien. Lundgren är begravd på Östra kyrkogården i Göteborg.